# Alfa Romeo 90
Alfa Romeo 90 (Серия 162A) — автомобиль бизнес-класса, выпускавшийся итальянской автомобильной компанией Alfa Romeo в 1984—1987 годах.

## История
Автомобиль разработан в Bertone и был представлен в 1984 году на Туринском автосалоне. 90 расположилась в модельном ряду между Alfa Romeo Giulietta (nuova) и Alfa Romeo Alfa 6. Обе модели вскоре прекратили своё производство после запуска 90-й. Автомобиль использовал шасси от Alfetta (включая установленную сзади трансмиссию) и использовала двигатели от крупной Alfa 6. Конструкция кузова была похожа на обе модели, но хотя была модернизирована. Одна из характерных черт 90 был небольшой спойлер, который при определённой скорости помогал охлаждению двигателя. Угловые линии автомобиля с интегрированными бамперами давали автомобилю аккуратный вид в соответствии с временем. Однако автомобиль страдал проблемами с аэродинамикой. Коэффициент аэродинамического сопротивления равнялся (Cx) 0,37.
90 была хорошо оснащена, включая электрические стеклоподъёмники спереди и электрически настраиваемые передние кресла в стандартной комплектации. Люксовая модель Gold Cloverleaf (Quadrifglio Oro) имела задние стеклоподъёмники, бортовой компьютер, гидроусилитель руля, центральный замок, цвет кузова металлик и цифровую приборную панель в стандартной комплектации.
Alfa Romeo 90 была обновлена в 1986 году, получив много мелких изменений, хотя одним из основных изменений в стиле кузова была новая решётка радиатора вместо маленькой горизонтальной. За 4 года продаж автомобиля было продано 56,428 автомобилей.
90 продавалась только в кузове седан, хотя в 1985 году Carrozzeria Marazzi разрабатывала прототип универсала Alfa 90 Station Wagon. Было построено только 2 экземпляра.

## Техническое устройство
Alfa 90 имела продольно-расположенный двигатель спереди, механическую коробку передач с блокировкой дифференциала, установленную сзади. Передняя подвеска — независимая на продольных торсионах и треугольных рычагах со стабилизатором устойчивости, Задняя подвеска: системы «De Dion». Автомобиль оснащался дисковыми тормозами на все четыре колеса, причем задние тормозные диски были смонтированны внутри, рядом с трансмиссией.

## Двигатели
Было доступно пять двигателей: два Alfa Romeo Twin Cam: 1,779 см³ и 1,962 см³ с инжектором и два Alfa Romeo V6 двигателя: 1,996 см³ V6 с инжектором и 2,492 см³ V6 с инжектором. Также был доступен турбодизельный двигатель 2,393 см³ от VM Motori. Инжекторный двигатель объёмом 1,962 см³ также оснащался системой изменения фаз газораспределения.
2,0 л. V6 двигатель был представлен на итальянском рынке, автомобили больше 2,0 литров были «surcharge» в то время. Модели оснащались инновационной электронной системой впрыска CEM (Controllo Elettronico Motore), созданной дочерней компанией Alfa Romeo SPICA. Система управляла временем открытия форсунок и зажигания в зависимости от угла распредвала. Форсунки управлялись по одной на каждый цилиндр в отличие от системы Bosch Jetronic, устанавливаемой на 2,5 л. двигатели.
| Модель               | Номер шасси          | Объём                | Код двигателя        | Макс. мощность       | Топлив. система           | Макс. скорость       | Годы пр-ва           | Количество           |
| Бензиновые двигатели | Бензиновые двигатели | Бензиновые двигатели | Бензиновые двигатели | Бензиновые двигатели | Бензиновые двигатели      | Бензиновые двигатели | Бензиновые двигатели | Бензиновые двигатели |
| -------------------- | -------------------- | -------------------- | -------------------- | -------------------- | ------------------------- | -------------------- | -------------------- | -------------------- |
| 90 1.8               | ZAR162A10            | 1779 куб.см          | AR06202              | 120 л. с.            | Два карбюратора           | 186 км/ч             | 1984-1987            | 4,930                |
| 90 1.8 Super         | ZAR162A10            | 1779 куб.см          | AR06202              | 120 л. с.            | Два сдвоенных карбюратора | 188 км/ч             | 1986-1987            | 1,040                |
| 90 2.0               | ZAR162A20            | 1962 куб.см          | AR06212              | 128 л. с.            | Two double carburettors   | 191 км/ч             | 1984-1987            | 4,288                |
| 90 2.0 IE            | ZAR162A2A            | 1962 куб.см          | AR01713              | 128 л. с.            | Bosch Motronic инжектор   | 190 км/ч             | 1984-1987            | 23,057               |
| 90 2.0I V6           | ZAR162A2B            | 1996 куб.см          | AR06210              | 132 л. с.            | SPICA инжектор            | 195 км/ч             | 1985-1987            | 1,577                |
| 90 2.0I V6 Super     | ZAR162A2B            | 1996 куб.см          | AR06210              | 132 л. с.            | SPICA инжектор            | 195 км/ч             | 1985-1987            |                      |
| 90 2.5I V6           | ZAR162A00            | 2492 куб.см          | AR01646              | 156 л. с.            | Bosch Jetronic инжектор   | 203 км/ч             | 1984-1987            | 6,212                |
| 90 2.5I V6 Super     | ZAR162A00            | 2492 куб.см          | AR01646              | 156 л. с.            | Bosch Jetronic инжектор   | 205 км/ч             | 1986-1987            |                      |
| Дизельные двигатели  |                      |                      |                      |                      |                           |                      |                      |                      |
| 90 2.4 TD            | ZAR162A30            | 2393 куб.см          | VM81A01              | 105 л. с.            | Турбодизель VM            | 178 км/ч             | 1984-1987            | 11,274               |
| 90 2.4 TD Super      | ZAR162A30            | 2393 куб.см          | VM4HT                | 110 л. с.            | Турбодизель VM            | 180 км/ч             | 1986-1988            | 4,050                |
| Total                |                      |                      |                      |                      |                           |                      | 1984-1987            | 56,428               |